# Пурда

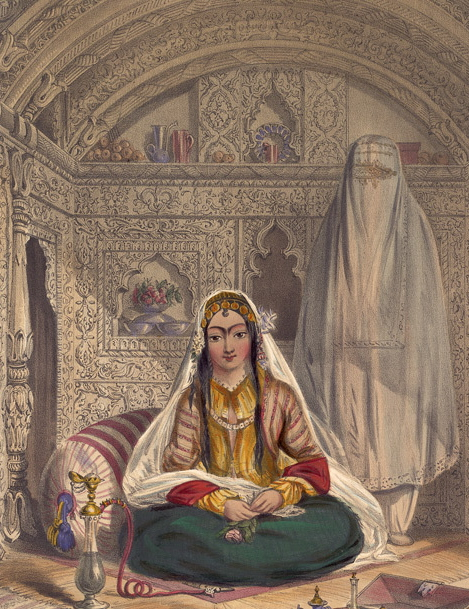
Дамы Кабула, картина Джеймса Раттрея 1848 года, показывающая двух женщин в своих покоях. Одна из них сняла с себя вуаль

Пурда или Парда (перс. پرده «штора» или «занавес») — морально-этический кодекс, широко распространённый среди женского населения Афганистана, Пакистана, мусульманского населения Северной Индии, а также среди некоторых высших каст среди индусов, в частности раджпутов. Суть пурды заключается в полной практике затворничества женщины, дабы та могла сохранять свою духовную чистоту и целомудрие. Пурда основана на исламских законах о положении женщины в обществе и семье, а также традициях, существовавших испокон веков среди народов средней Азии. Согласно пурде, женщина обязана оставаться всю свою жизнь в стенах своего дома, заниматься домашним хозяйством, рожать детей, быть покорной отцу, мужу или братьям, а в присутствии мужчин — не родственников обязательно покрывать все части тела, в том числе и лицо — вуалью.
Пурда стала одной из главных идеологий исламистского движения «Талибан», и во время завоевания Афганистана талибы требовали беспрекословного соблюдения пурды от всех женщин.

## Происхождение

### До-исламские корни
Несмотря на то, что пурда опирается на исламские законы о положении женщины, многие историки утверждают, что практика затворничества женщин всегда существовала среди народов Ближнего Востока, будь они друзами, иудеями или даже христианами. В частности, чёрная паранджа была широко распространена на Аравийском полуострове до зарождения ислама. Затворничество женщин среди высших слоёв существовало в Вавилоне, Персидской и Византийской империях до распространения ислама. Историки полагают, что практика затворничества стала популярной среди народных масс во время арабских завоеваний, и покорённые народы Средней Азии, переходящие в исламскую веру, начинали придавать затворничеству религиозную ценность.

### Распространение
Историки полагают, что пурда существовала в Персии (ныне Иран) и была перенята исламскими захватчиками в VII веке. Позже, когда влияние ислама в Индии стало возрастать, затворничество стали практиковать также некоторые касты индуистов. Во время завоевании Индии британскими колониалистами среди мусульманского меньшинства уже была повсеместно распространена практика женского затворничества.
В наше время затворничество широко распространено в исламских странах, в частности в Средней Азии. Однако традиция медленно ослабевает по мере возрастания жизненного уровня населения, уровня грамотности и других критериев, как, например, в Иране, по сути — родины пурды. И наоборот, если в некоторых регионах случаются частые вооружённые конфликты и сильно влияние исламистов, то затворничество женщин, наоборот, начинает ужесточаться. Поэтому строгость соблюдения пурды разнится в зависимости от регионов. В таких странах, как Афганистан, Пакистан и Саудовская Аравия, затворничество распространено на абсолютное большинство женского населения, также она быстро набирает популярность в северных регионах Нигерии, где широко влияние исламистской группировки «Боко Харам».

## Суть

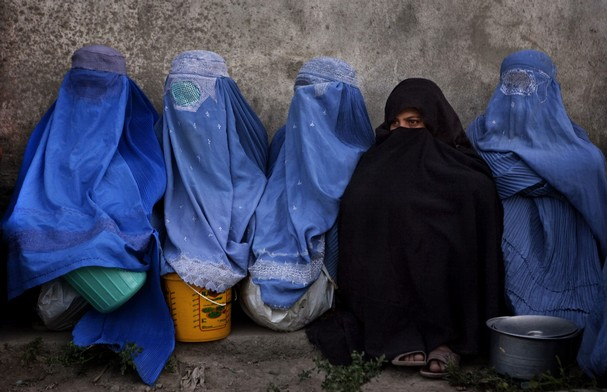
Пурда обязывает женщин покрываться вне дома

Некоторые учёные предполагают, что практика пурды зародилась как мера для защиты женщины от внешнего насилия, но позже утратила своё первоначальное значение, сильно ограничивая женщин в своей свободе и передвижении. Другие же учёные уверены, что затворничество среди народов Средней Азии существовало фактически всегда, но после распространения ислама приобрело религиозный смысл и таким образом было сильно ужесточено.
Сторонники пурды рассматривают её прежде всего как символ женской гордости, уважения и достоинства, придавая высшее место духовной красоте женщины, а не внешней. Часто абсолютное затворничество женщин в семье является показателем высшего статуса семьи в обществе, так как женщины не вынуждены работать вне дома, чтобы прокормить семью.
Женщины могут соблюдать пурду добровольно исходя из этических и религиозных мотивов, например чтобы доказать свою приверженность исламу и традициям, таким образом повышая свой статус в глазах других или в ответ на общественное или психологическое давление, в частности из страха быть публично оскорблённой или стать жертвой насилия. Многие женщины носят вуаль по принуждению мужчин-родственников и под угрозой расправы, если они не будут покрываться. Некоторые женщины покрываются, чтобы под вуалью носить модную одежду.

## Влияние на общество и политику
За счёт того, что женщины сильно ограничены в передвижении в течение жизни, это оказывает на них сильное психологическое давление. Её положение перед мужем или отцом становится очень уязвимым и бессильным перед постоянным насилием и угрозами. Социологами было подсчитано, что коэффициент насилия над женщинами относителен тому, на сколько в данной местности распространена пурда. Затворничество зачастую лишает женщину какой-либо медицинской помощи, даже если в деревне есть поликлиника и самостоятельного планирования о замужестве. Даже если женщина попытается сбежать из деревни, для неё это будет крайне сложно, так как она сможет покинуть деревню только в сопровождении мужа или мужчины-родственника. Исследования также показали, что женщины, не обязанные соблюдать пурду, чаще используют контрацепцию.
Пурда также оказывает негативное влияние на развитие экономики страны, так как делает невозможном участие женщин в оплачиваемом труде и достижении экономической независимости. Роль женщины ограничивается ведением домашнего хозяйства и выращиванием детей. Однако в бедных семьях ради пропитания многим женщинам приходится ломать традиции, чтобы добыть дополнительные деньги на пропитание и содержании семьи. Исследования показали, что работающие женщины происходят в основном из самых бедных и неблагополучных семей. Однако даже в таких случаях для женщин существуют жёсткие ограничения в выборе профессии.
Практика затворничества женщин лишает их права участвовать в политической жизни страны и судебных органах. Женщины лишены права голосовать, участвовать в политике, входить в профсоюзы и участвовать в общественных движениях. В результате того, что женщины не принимают участие в политике, власть слабо или вовсе не предпринимает попытки улучшить общественный статус женщин, обеспечить им доступ к здравоохранению, образованию, правосудию, занятости и прочих благ. Отсутствие женщин в политике часто укрепляет половое неравенство в стране.

## Политика и глобализация
На Западе затворничество стало символом угнетения женщин и исламского влияния на западные страны. Вопрос о запрете паранджи нередко вызывал горячие споры. В 2004 году во Франции вступил в силу закон, запрещающий носить яркие религиозные символы, в том числе и паранджу. В Индии и Пакистане, например, среди политиков нет единого мнения относительно того, хотят женщины носить паранджу или нет.
В Пакистане в течение долгого времени власть проводила курс по укреплению семейных и религиозных ценностей среди населения. В стране постоянно велась пропаганда, оправдывающая пурду как защиту женской чести. В процессе исламизации права женщин в Пакистане сильно ухудшились. Некоторые женщины из высших и средних классов организовали профсоюзы, борющиеся за право женщин голосовать, участвовать в политике и общественной жизни страны, однако у данных женщин есть множество противников из числа исламистов и религиозных деятелей, объявляющих, что они попали под тлетворное влияние Запада, став врагами ислама и традиций.
Массовая миграция на Запад привела к тому, что в Европе и США стали появляться мусульманские семьи, практикующие женское затворничество. Однако на практике высокий уровень жизни и свобода слова приходит к тому, что пурда начинает быстро ослабевать, и, как правило, дети и внуки мигрантов (2 и 3 поколение) слабо или вовсе перестают следовать пурде . Некоторые дети иммигрантов, родившихся на Западе, добровольно покрываются, чтобы продемонстрировать свою приверженность к традициям, или же девочек вынуждают делать это родители.

## Критика
Сторонники пурды утверждают, что она является прежде всего надёжной защитой от уличного насилия и приставания со стороны незнакомых мужчин. Пурда позволяет избегать женщине публичной сферы, таким образом ограждая её от опасностей. Также сторонники указывают на то, что таким образом женщина показывает свою честь и духовную чистоту. При этом критики отметили, что сторонники данного мнения являются в основном мужчинами и при сексуальном насилии склонны обвинять жертву, а не виновника.
Утверждается, что в некоторых регионах, таких как Бангладеш, соблюдение пурды гарантирует свободу передвижения женщин без угрозы сексуального насилия, раскрывает им новый доступ к образованию и экономической независимости. Например было выявлено, что в деревнях Бангладеш женщины, покрывающие свои лица, обладают высшим статусом и принимают большее участие в политической и общественной жизни. Однако стоит отметить, что затворничество не распространено так сильно в этой стране, как, например, в Афганистане и Пакистане, но также быстро набирает популярность именно из-за статуса.
В основном пурду критикуют за то, что она ограничивает свободу женщины и часто лишает её таких благ, как образование, здравоохранение и участие в политике. Некоторые историки, такие как Синг и Рой, интерпретируют пурду как форму абсолютного доминирования мужской части в обществе и в то же время абсолютного подавления женского населения. Элизабет Уайт отмечает, что пурда укрепляет устоявшиеся стереотипы в обществе, что мужчины остаются независимыми и агрессивными, а женщины слабыми и безответственными. Джеральди Букс пишет, что через пурду женщины вынуждены жертвовать своей свободой и комфортом, чтобы существовать для удовлетворения сексуальных потребностей своего мужа.
Если конституция страны укрепляет женское затворничество, это приводит к тому, что женщины перестают принимать какое-либо участие в публичной и политической сфере, в стране укрепляется женский апартеид. Часто в тех поселениях и городах, где пурду соблюдают большинство женщин, её несоблюдение может вызвать гнев среди мужчин и стать большой опасностью для женщины. Так, в индийском городе Сринагар, где 95 % населения исповедуют ислам, в 2001 году четыре молодые мусульманки стали жертвами нападений, их лица были облиты серной кислотой за то, что они не скрывали свои лица на улице. Подобные нападения стали обыденным делом в Афганистане, Пакистане и Кашмира.